# Небелівський диск

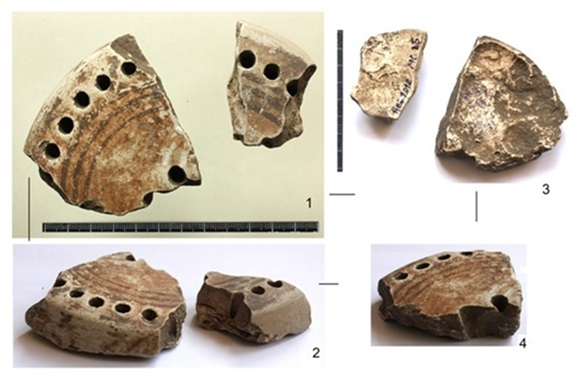
Небелівський диск (орієнтовна дата створення 4 000 – 3 900 рр. до н. е.)

Небелівський диск — унікальна пам'ятка археології, віднайдена у 2012 р. під час розкопок Небелівського храму (Трипільської культури) поблизу с. Небелівка, Голованівського району Кіровоградської області. Вік диска оцінюється в 4 000 – 3 900 рр. до н. е. Пам'ятка є частково пошкодженим керамічним диском. Його діаметр коливається в межах 16-17 см, товщина становить 3-3,5 см. На одній зі сторін диску реконструюється система лунок числом 36, на іншій стороні простежуються відбитки ручного ліплення. В центрі диску зображено три кола коричневого кольору. До диска віднайшлись фішки з опуклими, ввігнутими та рівними головками, на яких простежуються залишки гравіювань-ліплень. Зберігається в Інституті археології НАН України (інв. номер Ас-2012 МС.2Б). Введено до наукового обігу монографією «Early Urbanism in Europe. The Trypillia Megasites of the Ukrainian Forest-Steppe». (Берлін, 2020 р.).

## Історія знахідки
Диск був розкопаний разом з іншими залишками Трипільського храму спільною українсько-британською археологічною експедицією (за грантовою підтримкою National Geographic Society та Arts and Humanities Research Council) у липні-серпні 2012 року. Частини пошкодженого артефакту знаходилися в західній частині храмового комплексу в районі ритуального вівтаря вогню. В цьому ж районі храмової споруди були віднайдені мініатюрні, конусоподібні та округлі фішки. Вперше знахідки були оприлюднені у 2014 р. на сайті Даремського університету Великої Британії в розділі «Проект трипільських мегапоселень. Рання урбанізація в праісторії Європи: феномен трипільських мегапоселень. 2012 сезон»
Українські археологи М. Відейко та Н. Бурдо у 2015 р. в науковій роботі ««Мегаструктура» – Храм на трипільському поселенні біля с. Небелівка» вперше оприлюднюють частину керамічних жетонів з розкопок Храму.

## Датування
Спеціальних досліджень присвячених визначенню віку Небелівського диску не проводилось. Датування прийняте за віком Трипільського поселення та Храму в якому знайшовся артефакт: IV тисячоліття до нашої ери

## Метод виготовлення
Форма диску була виліплена в ручний спосіб без застосування гончарного кола. 36 конусоподібних заглиблень ймовірно формувалися якимось виробничим інструментом (кам’яним, кістяним чи дерев’яним), кінець якого мав відповідне конусоподібне загострення. Після формування структури диску глиняна заготівка запікалася в гончарній печі до стану кераміки.

## Зовнішній вигляд
За допомогою комп’ютерних обчислень та графіки у 2019 р. пошкоджений Небелівський диск був відтворений у цілісний віртуальний предмет, що проявило його повноцінний зовнішній вигляд.
Загальна система лунок диска числом 36 поділена на 4 центральні лунки (розміщені хрестоподібно відносно всього виробу) та 32 лунки, які розміщенні по великому вінцю диска. 32 лунки розподілені рівномірно по великому радіусу диска. Лунки мають конусоподібну структуру з заглибленням у диск на 2 см.

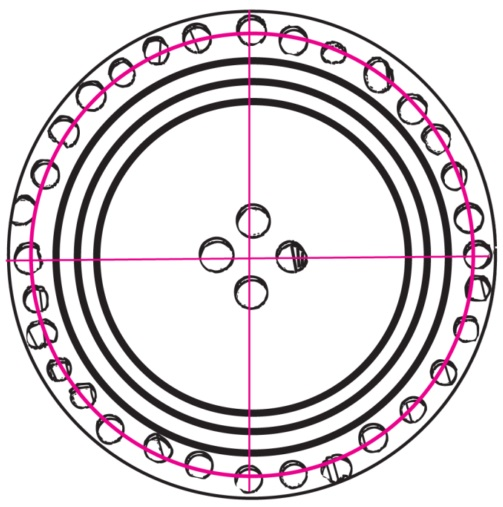
Небелівський диск (графіка)

Якщо провести умовні прямі вісі через середину диска й чотири центральні лунки, тоді ці вісі практично розділяють диск на чотири рівні частини. Умовний центр диска заповнений іконографічною композицією з трьох кіл чи трьох ліній. Такий керамічний артефакт однозначно свідчить про загальну продуману геометрію та скрупульозність виконання кожного з елементів. Якість художнього оформлення пройшла випробування часом в 6 тисяч років, перебуваючи весь цей час під землею. Судячи з цього, якість його оформлення, фарбування та зберігання було під особливою увагою.

## Наукові інтерпретації
У 2020 р. виходить британсько-німецька монографія «Early Urbanism in Europe. The Trypillia Megasites of the Ukrainian Forest-Steppe», де в розділі «Інші спеціальні знахідки [Небелівського храму]» на сторінці 379 розміщені фотографії частин керамічного диска. Тут британські археологи визначають його «фрагментами ігрової дошки з обпаленої глини». Далі по тексту монографії вживається визначення «Gaming Board» / «Гральна Дошка». Апелюючи до такого визначення, українській дослідник Завалій О. у своїй науковій роботі «Трипільський ритуальний календар з простору Небелівського Храму» (2021 р.) зазначає, що «термін «гра» в такому випадку може використовуватися для позначення таких предметів тільки умовно, оскільки подібна термінологія не може відображати функціональність храмових артефактів. Визначення «гра» та «гральний» в даному контексті може використовуватись для характеристики давніх практик, означаючих ворожильний процес чи магію. В разі, якщо термін «гральна дошка» з фішками та жетонами до неї було віднесено як до форм розважальних предметів, тоді необхідно зазначити особливості місця знахідки, а також рівень та становище храмового комплексу у релігійному житті трипільців, де зберігалися артефакти».
У 2021 р. робота Завалія О. «Трипільський ритуальний календар з простору Небелівського Храму» де Небелівський диск інтерпретується астрономічним календарем, пройшла апробацію в Центрі розвитку особистості HUMANUS, Європейський Союз, Болгарія.
В кінці 2021 р. друком виходить науково-популярне видання «Небелівський диск. Священна реліквія Трипільського храму (4 000 р. до н. е.)», де науковець Завалій О. продовжує розвивати аргументацію на користь астрономічно-календарного значення Небелівського диску.

## Аматорські інтерпретації
Небелівський диск інтерпретується як сонячно-місячний календар, в якому рік починається з першого молодика після весняного рівнодення. Існують інтерпретації пристосування системи Небелівського диску до григоріанського календаря. 

## Сучасне використання
Небелівський диск включено до списку духовних цінностей релігійного об’єднання «Релігія Трипілля». У 2020 р. почали з’являтися перші керамічні копії Небелівського диска з групою фішок до нього. Копії унікальних знахідок з Небелівського храму займають своє місце в приватних та державних колекціях трипільських старожитностей.